# 1. florbalová liga žen 1994/1995
1. florbalová liga žen 1994/1995 byla 1. ročníkem nejvyšší ženské florbalové soutěže v Česku. Soutěž byla zahájena rok po mužské.
Vítězem ročníku se stal tým Tatran Střešovice.
Soutěž se hrála systémem každý s každým.

## Konečná tabulka
| Poř. | Tým                    | Záp. | Výh. | Rem. | Pro. | Branky   | Body | Poznámka |
| ---- | ---------------------- | ---- | ---- | ---- | ---- | -------- | ---- | -------- |
| 1.   | TJ Tatran Střešovice   | 12   | 12   | 0    | 0    | 61 : 111 | 24   | mistr    |
| 2.   | 1. SC SSK Vítkovice    | 12   | 8    | 1    | 3    | 37 : 261 | 17   | stříbro  |
| 3.   | Sparta Praha           | 12   | 4    | 0    | 8    | 28 : 421 | 8    | bronz    |
| 4.   | Bulldogs Brno          | 12   | 3    | 1    | 8    | 18 : 351 | 7    |          |
| 5.   | TJ Tatran Střešovice B | 12   | 1    | 2    | 9    | 11 : 411 | 4    |          |